# Forte de San Damián
O Forte de San Damián, também conhecido como Castelo de San Damián, localiza-se junto à ria de Ribadeo, no concelho de Ribadeo, província de Lugo, comunidade autónoma da Galiza, na Espanha.

## História
Remonta a um primitivo forte, erguido no início do século XVII pelo marquês de Cerralbo, no terreno ocupado pela chamada "Torre Nova", uma edificação anterior, do século XVI. A sua função era a de defesa da ria de Ribadeo diante de possíveis ataques por via marítima.
Posteriormente, com receio de um ataque por tropas francesas, foi despojado da sua artilharia, permanecendo abandonado. Foi reduzido a ruínas por tropas inglesas em 1719.
Sobre os seus escombros, a partir de 1744 principiou-se uma nova fortificação, com projeto dos engenheiros militares Vergel e Arrol, e recursos oriundos não apenas da Real Fazenda mas também das paróquias vizinhas de Arante, Covelas, Vilaselán e Ove, além de contribuições das vilas de Ribadeo e Mondoñedo, esta última, capital da província de mesmo nome, à época. Foi artilhado com peças de bronze de grosso calibre, trazidas de Sevilha. A sua guarnição era repartida entre soldados de linha e habitantes da região.
Foi reformado em 1774.
No contexto da Guerra Peninsular, foi ocupado por tropas napoleónicas, que lhe fizeram saltar o paiol (1809). Com o fim do conflito, passou às mãos do Concelho, que lhe procedeu os reparos devidos.
Em nossos dias resta-nos apenas um dos edifícios, ao abrigo da proteção da Declaração Genérica do Decreto de 22 de Abril de 1949, e da Lei 16/1985 sobre o Património Histórico Espanhol. Mais recentemente foi declarado como Bem de Interesse Cultural.
Atualmente encontra-se requalificado como "Sala Municipal de Exposições", constituindo-se no único exemplar de arquitetura militar em Ribadeo. De seu sítio desfruta-se de excelente vista sobre a ria de Ribadeo; no seu entorno foi recuperado o carregadouro de minério, integrado num parque.

## Características
A edificação que se conserva apresenta planta retangular, erguida em alvenaria rebocada com um grande pátio muralhado. O conjunto apresenta planta poligonal. A muralha envolvente é rasgada por diversas aberturas como seteiras, ao contrário dos edifícios dos quartéis, erguidos posteriormente.